# Red Sun Rising
Red Sun Rising es el segundo episodio de la sexta temporada de la serie de televisión estadounidense de ciencia ficción y drama Los 100. El episodio fue escrito por Jeff Vlaming y dirigido por Alex Kalymnios. Fue estrenado el 7 de mayo de 2020 en Estados Unidos por la cadena The CW.
El equipo en el terreno lucha para sobrevivir a la amenaza que enfrentan en el nuevo planeta. Mientras tanto, Raven debe unir fuerzas con un aliado poco probable para salvar a todos a bordo de la Nave nodriza.

## Argumento
En un flashback hace 236 años, los humanos de la Tierra encontraron Sanctum en la Luna Alfa. Ocurre un eclipse solar binario, lo que hace que el científico principal comience un ataque violento. En el presente, las toxinas continúan afectando a Clarke, Bellamy, Echo, Emori, Murphy, Miller y Jackson. Intentan encadenarse para evitar lastimarse, pero Clarke, Bellamy y Murphy terminan libres. Bellamy termina tratando de matar a Clarke y Murphy, pero Clarke somete a los tres con un gas para dormir. Mientras tanto, un grupo de habitantes del planeta roba la nave del grupo y toma el control de la nave nodriza. Atrapados en la cafetería, muchos Wonkru atacan violentamente a Octavia por sus decisiones tiránicas. Raven despierta a Diyoza y se unen con Madi para retomar el control del puente. Luego, Abby, Diyoza, Raven, Madi, Jordan, Gaia, su prisionera, y la polizona Octavia llegan al planeta y van al complejo donde Raven descubre que Shaw está muerto. Un grupo de niños se acerca a la tripulación y cree que han venido para llevarlos a todos a la Tierra.

## Elenco
- Eliza Taylor como Clarke Griffin.
- Paige Turco como Abigail "Abby" Griffin.
- Marie Avgeropoulos como Octavia Blake.
- Bob Morley como Bellamy Blake.
- Lindsay Morgan como Raven Reyes.
- Richard Harmon como Jhon Murphy.
- Tasya Teles como Echo.
- Shannon Kook como Jordan Green.
- Henry Ian Cusick como Marcus Kane.

## Recepción

### Recepción de la crítica
Delia Harrington calificó el episodio con una puntuación de 4/5 y escribió para Den of Geek: "Este episodio fue un comienzo, y eso es prometedor. Incluso los peores villanos son más interesantes cuando entendemos sus motivaciones...".
Yana Grebenyuk para TV Fanatic: "El episodio explora la agitación interna de muchos de los personajes principales, al tiempo que proporciona un episodio lleno de acción que cubre tanto el pasado como el presente" y valoró el episodio con una puntuación de 4.5/5.

### Recepción del público
En Estados Unidos el episodio fue visto por 0.81 millones de espectadores, de acuerdo con Tv by the Numbers.